# Port Said
Port Said (Aussprache [pɔɐ̯t ˈzaɪ̯t]; arabisch بور سعيد, Būr Saʿīd) ist eine Hafenstadt im Nordosten Ägyptens. Sie befindet sich an der Mittelmeerküste am Nordende des Sueskanals. Der westliche Teil der Stadt (Port Said) liegt in Afrika, der östliche (Port Fuad) in Asien; der Sueskanal bildet die Grenze zwischen den Kontinenten.

## Wirtschaft und Infrastruktur

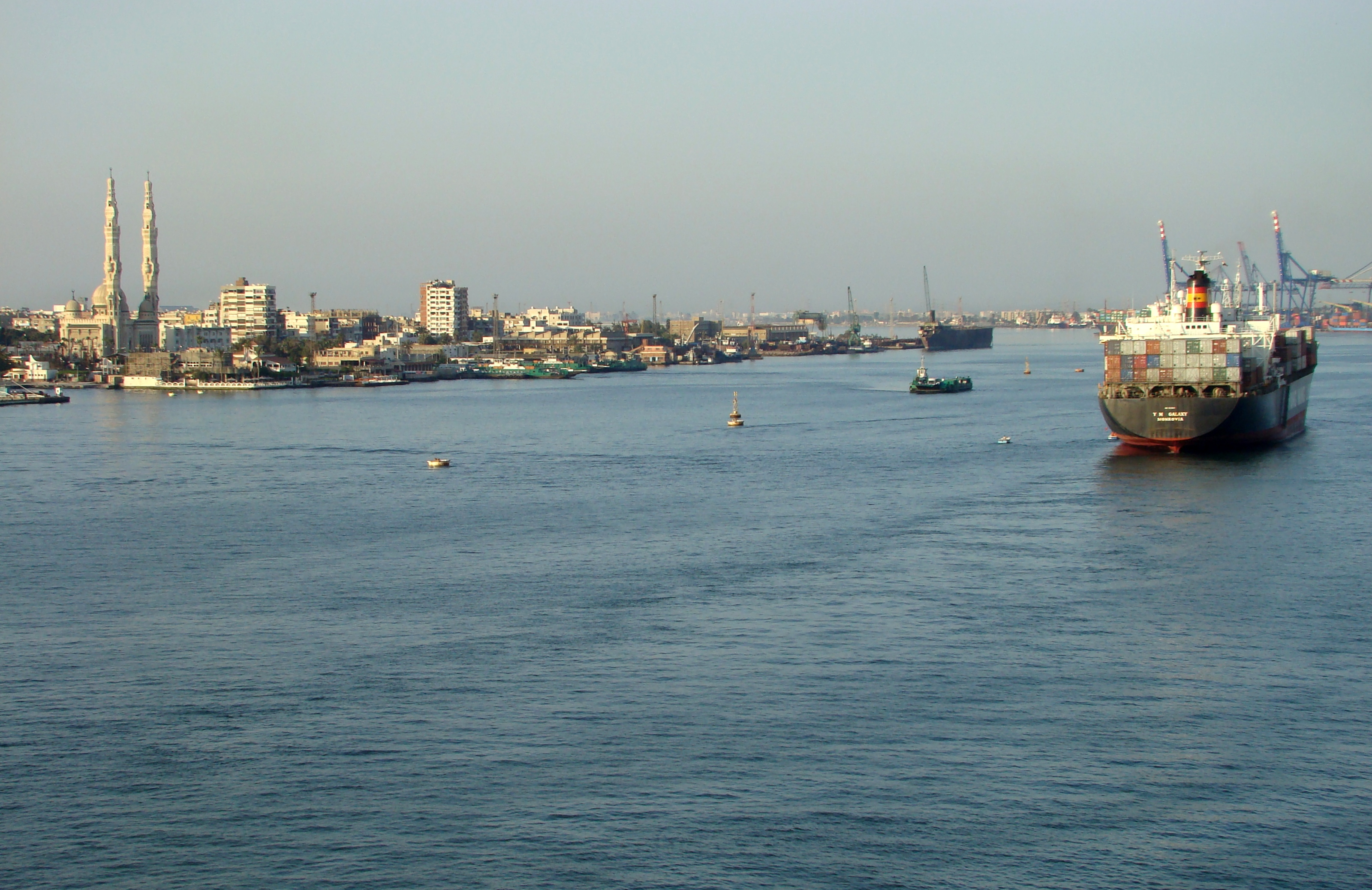
Einfahrt in den Suezkanal bei Port Said, im Hintergrund Port Fouad mit seiner „Großen Moschee“

In Port Said lebten 2017 nach einer Volkszählung 749.371 Einwohner. Die Stadt hat nach dem rund 220 Kilometer westlich gelegenen Alexandria den zweitwichtigsten ägyptischen Hafen. Er ist Umschlagplatz für Baumwolle und Reis. Wichtige Industriezweige sind die chemische Industrie, die Zigarettenproduktion, die Salzgewinnung und der Fischfang. Seit 1976 besitzt die Stadt den Status einer Freihandelszone. Port Said ist ein wichtiges Seebad und Anlaufpunkt internationaler Kreuzfahrtschiffe. Ein neues Hafengebiet entsteht im Stadtteil Port Fuad (East Port Said) auf der östlichen Seite des Sueskanals.
Im Westen des Stadtgebiets liegt der Regionalflughafen Port Said Airport. Zwischen Port Said und Port Fuad besteht eine Fährverbindung. In Port Said befinden sich die Universität Port Said und ein Nationalmuseum.

## Geschichte

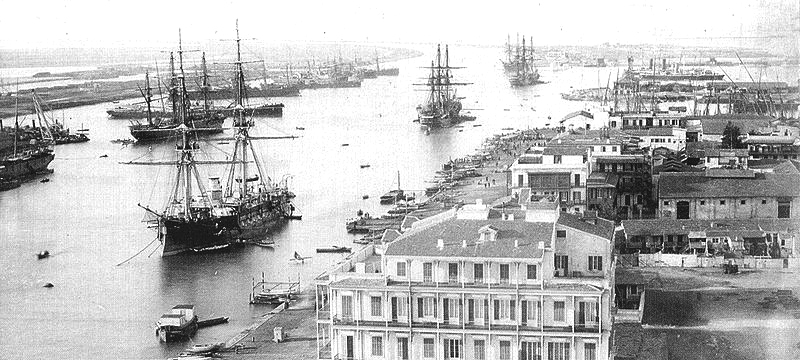
Auf die Kanaldurchfahrt wartende Schiffe im Hafen um 1880

Die Stadt wurde 1859 im Zuge der Kanalbauarbeiten gegründet und nach dem Vizekönig Muhammad Said benannt. 1880 hatte die Stadt rund 15.000 Einwohner. Zur Unterhaltung der Seeleute und Hafenarbeiter trug in der zweiten Hälfte des 19. Jahrhunderts der bis heute beliebte Tanzmusikstil Bambutiyya bei. Dessen Hauptmelodieinstrument ist die Leier Simsimiyya, für den Rhythmus sorgen mehrere Trommeln und Blechkanister.
Ende des 19. Jahrhunderts ließen sich die Fotografen Hippolyte Arnoux und Nicolas Koumianos ebenso wie das Atelier Peridis & Georgiladakis in Port Said nieder. 1913 fanden Juden bei Griechen Schutz vor antijüdischen Übergriffen und warteten bei ihnen die Intervention der Briten ab.
Im Suezkrieg (1956) und Jom-Kippur-Krieg (1973) wurde Port Said stark beschädigt. Am 28. Februar 1966 landete der israelische Friedensaktivist Abie Nathan mit dem Kleinflugzeug Peace 1 سلام שָׁלוֹם in Port Said, um mit Gamal Abdel Nasser zu sprechen. Dies gelang dem gebürtigen Iraner jedoch nicht und er wurde sogleich des Landes verwiesen. Zurück in Israel, kam er gleichentags frei und wurde von seinen Freunden als Held gefeiert. 
Am 1. Februar 2012 kam es nach einem Fußballspiel zwischen al Ahly Kairo und Al-Masry zu schweren Ausschreitungen, bei denen mindestens 70 Menschen getötet und mehr als 1.000 verletzt wurden.

## Städtepartnerschaften

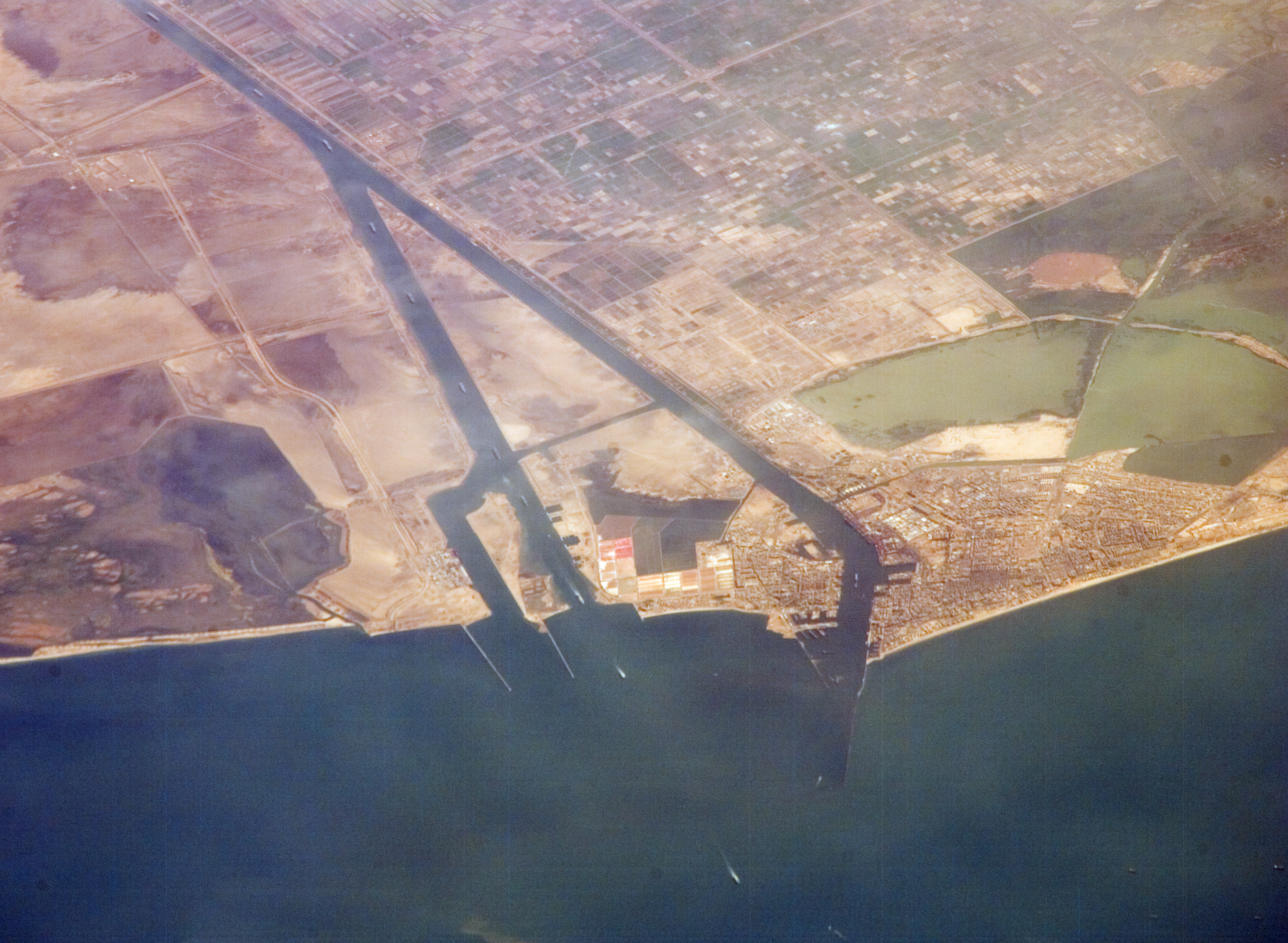
Die Stadt und das nördliche Ende des Kanals aus dem Weltall

- Wolgograd, Russland, seit 1962
- Bizerta, Tunesien, seit 1977

## Persönlichkeiten

### Söhne und Töchter der Stadt
- Daisy Campi (1893–1979), deutsche Malerin der Moderne
- Marcel Domergue (1901–?), französischer Fußballspieler
- Mayo (1906–1990), griechisch-französischer Kostümbildner, Filmarchitekt und Maler
- Cecil Purdy (1906–1979), australischer Schachspieler, 1. offizieller Fernschachweltmeister, viermaliger australischer Landesmeister
- Martin M. Atalla (1924–2009), Ingenieur und Unternehmer im Bereich der Halbleitertechnik und Computer-Datensicherheit
- Jean-Claude D’Arménia (1940–2018), französischer Fußballspieler und -trainer
- Hans Dijkstal (1943–2010), niederländischer Politiker (VVD)
- Sam Karmann (* 1953), französischer Schauspieler und Regisseur
- Amr Diab (* 1961), Sänger, Superstar in der arabischen Welt
- Mona Eltahawy (* 1967), ägyptisch-US-amerikanische Journalistin
- Mohamed Shawky (* 1981), Fußballspieler auf der Position eines Mittelfeldspielers
- Mohamed Zidan (* 1981), ägyptisch-deutscher Fußballspieler; bis Mai 2012 aktiv in der deutschen Bundesliga
- Hosam Bakr Abdin (* 1985), Boxer im Mittelgewicht

### Personen, die mit der Stadt in Verbindung stehen
- Simon Arzt (1814–1910), Zigarettenfabrikant in Port Said
- Olaf Stapledon (1886–1950), englischer Schriftsteller; wuchs in Port Said auf
- Samir Amin (1931–2018), ägyptischer Ökonom und Soziologe, wuchs in Port Said auf